# Castillon (cantonul Lembeye)

Castillon este o comună din departamentul Pyrénées-Atlantiques, în Cantonul Lembeye, din sud-vestul Franței. În 2009 avea o populație de 59 de locuitori.

## Evoluția populației
| An        | 1975 | 1982 | 1990 | 1999 | 2006 | 2009 |
| --------- | ---- | ---- | ---- | ---- | ---- | ---- |
| Populație | 77   | 68   | 64   | 57   | 78   | 59   |